# Чернігівський сільський округ
Черні́гівський сільський округ (каз. Чернигов ауылдық округі, рос. Черниговский сельский округ) — адміністративна одиниця у складі Аулієкольського району Костанайської області Казахстану. Адміністративний центр — село Чернігівка.
Населення — 860 осіб (2021; 1520 у 2009, 2072 у 1999, 2822 у 1989).
Станом на 1989 рік існувала Чернігівська сільська рада (села Харківка, Чернігівка, селища Дузбай, Жаргатиз, Кірова). Пізніше село Кірова передано до складу Кушмурунської селищної адміністрації. Село Жаргатиз було ліквідоване 2013 року.

## Склад
До складу округу входять такі населені пункти:
| Населений пункт  | Старі назви | Населення, осіб (1989) | Населення, осіб (1999) | Населення, осіб (2009) | Населення, осіб (2021) |
| ---------------- | ----------- | ---------------------- | ---------------------- | ---------------------- | ---------------------- |
| Дузбай, село     | -           | 291                    | 166                    | 131                    | 56                     |
| Жаргатиз, село   | Жаригатиз   | 352                    | 213                    | 70                     | -                      |
| Харківка, село   | -           | 729                    | 498                    | 272                    | 97                     |
| Чернігівка, село | -           | 1450                   | 1195                   | 1047                   | 707                    |